# Tontelea emarginata
Tontelea emarginata är en benvedsväxtart som beskrevs av Albert Charles Smith. Tontelea emarginata ingår i släktet Tontelea och familjen Celastraceae. Inga underarter finns listade.